# Stikledningsanlæg
Et stikledningsanlæg er en netværkstopologi hvor der går en separat ledning fra kilden ud til hver enkelt udgang. Den engelske term er "star topology".
Termen bliver oftest brugt i forbindelse med ledningsinstallationer til kabel-tv i lejlighedskomplekser. Moderne installationer (bygget efter 1989) er stikledningsanlæg, hvor ældre installationer er sløjfeanlæg. Hvor stikledningsanlæg gør det relativt let at give hver enkelt lejlighed en individuelt tv-pakke, så er boliger med sløjfeanlæg nødt til at bruge conditional-access moduler hvis alle ikke skal være tvunget til at betale for samme tv-pakke.